# ドゥッラーニー部族連合

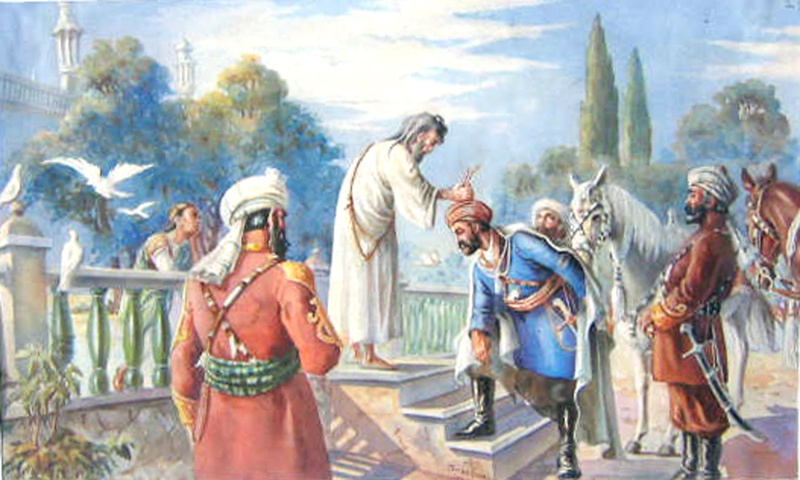
アフガニスタン統治者としてのアフマド・シャーの戴冠式

ドゥッラーニー部族連合（ドゥッラーニーぶぞくれんごう、英語: Durrani）とは、パシュトゥーン人の部族連合の1つである。かつてはアブダーリー族と呼ばれていた。

## 概要
ドゥッラーニー部族連合はパシュトゥーン人の二大部族連合の1つである。ドゥッラーニー部族連合はアフガニスタンのカンダハール州を中心とするアフガニスタン南西部の部族で構成されている。18世紀にサドーザイ朝を作ったポーパルザイ族のサドーザイ氏族や、20世紀まで続いたバーラクザイ朝を作ったバーラクザイ族が有名である。

## 歴史

### サドーザイ朝成立まで
16世紀にパシュトゥーン人はスレイマン山脈からヘラートやカンダハールなどの幹線地域に進出した。17世紀、ドゥッラーニー部族連合の前身であるアブダーリー族はヘラートに居て、サファヴィー朝の下で街道警備を行っていた。部族長の一人であるサドーはアッバース1世から部族連合の長に任命され、サドーザイ氏族の始祖となった。この頃カンダハールのギルザイ族もサファヴィー朝に従っていたが、宗教上の理由で反旗を翻し、1709年にホータキー朝を作った。
ホータキー朝とサファヴィー朝の争いは1729年まで続き、サファヴィー朝のナーディル・シャーがホータキー朝を倒した。1732年、ナーディル・シャーは戦争中に自立していたアブダーリー族に対しても戦端を開き、ヘラートを占領した。アブダーリー族は西へ追放され、ナーディル・シャーの部下になった。1736年、ナーディル・シャーはサファヴィー朝を簒奪してアフシャール朝を作り、広大な地域を征服した。
しかし1747年に暗殺され、同年サドーザイ氏族のアフマド・ハーン・アブダーリーことアフマド・シャー・ドゥッラーニーが自立して、サドーザイ朝を興した。

## 部族

### カンダハール
カンダハールを中心に、ズィーラクの末裔とパンジパーオの末裔が居る。
ズィーラク（英語: Zirak）の末裔は以下の部族である。
- ポーパルザイ族[1]

サドーザイ朝を興したサドーザイ氏族などが居る。アフガニスタン大統領のハーミド・カルザイなど。
- バーラクザイ族[1]

バーラクザイ朝を興した部族。アフガニスタン元国王のザーヒル・シャーなど。
- アチャークザイ族[1]

カンダハール州の警察長官のアブドゥル・ラジク・アチャークザイなど。
- アリーゴザイ族[1]

パンジパーオ（英語: Panjpai）の末裔は以下の部族である。
- ヌールザイ族[1]
- アリーザイ族[1]
- イスハークザイ族[1]

### パキスタン
カンダハールの東からパキスタン東部に居る縁戚の部族である。
- スピーン・タリーン族[1]
- トール・タリーン族[1]

スライマン山脈周辺にも以下の部族が居る。
- シェーラーニー族[1]

## こちらも関連
- ユスフザイ
- ギルザイ